# Godefroid Ier de Verdun
 (novembre 2009).
Si vous disposez d'ouvrages ou d'articles de référence ou si vous connaissez des sites web de qualité traitant du thème abordé ici, merci de compléter l'article en donnant les références utiles à sa vérifiabilité et en les liant à la section « Notes et références ».
Godefroid Ier de Verdun, dit le Captif et aussi le Vieux, mort en 998 ou après, fut comte de Bidgau et de Methingau en 959, puis comte de Verdun de 963 à 1002. Il est également comte de Hainaut de 974 à 998. Il est le fils de Gozlin (Gozelon, Gothelon), comte de Bidgau et de Methingau, le petit-fils d'Uda (Oda) de Saxe par sa mère Oda de Metz, et le frère d'Adalbéron, l'archevêque de Reims qui favorisa l'élection de Hugues Capet au trône de France.

## Biographie
Il est toujours un fidèle des Ottoniens, avec lesquels il est apparenté par sa grand-mère maternelle, Oda, fille d'Otton Ier de Saxe.
En 960 ou avant, il apparaît comme comte de Verdun. Il possède déjà de son père les comtés de Bidgau et de Methingau. En 969, il obtient les marquisats d'Anvers et d'Ename, puis s'empare en 973 du comté de Hainaut avec Arnould de Valenciennes, aux dépens de Régnier IV. Charles de Basse-Lotharingie, qui soutenait Régnier IV leur livra bataille à Mons en 976, et Godefroid y est grièvement blessé et fait prisonnier.
Au côté de l'empereur germanique Otton II, il combat Lothaire, roi de France, mais fut capturé près de Verdun en 985 et reste captif deux années. C'est Hugues Capet qui le libère en 987, la famille de Godefroid l'ayant soutenu face à Charles de Basse-Lotharingie, le prétendant carolingien. En 989, il est de nouveau fait prisonnier par Herbert III, comte de Vermandois.
Il est libéré avant 995, puisqu'à cette date, il participe au synode de Mousson. En 988, Régnier IV lui reprend le comté de Hainaut.

## Mariage et enfants
Il épouse en 963 Mathilde de Saxe, fille d'Hermann Ier de Saxe, duc de Saxe, veuve de Baudouin III, comte de Flandre, et a :
- Godefroid II († 1023), duc de Basse-Lotharingie en 1012 ;
- Frédéric († 1022), comte de Verdun ;
- Adalbéron († 988), évêque de Verdun (984-988) ;
- Hermann († 1029), comte d'Eename (Alost, Eename) jusqu'en 1024 ;
- Gothelon Ier († 1044), marquis d'Anvers, puis duc de Basse et de Haute-Lotharingie à la mort de son frère Godefroid II en 1033 ;
- Ermengarde († 1042), mariée à Otton de Hammerstein, comte dans le Wettergau ;
- Adela, mariée au comte Godizo d'Aspel (de). Leur fille Irmgard fut mariée à Berthold von Walbeck, fils de Lothaire Ier (en), margrave de la Marche du Nord ;
- Ermentrude († apr. 1010), mariée à Arnold de Rumigny († 1002/1010), seigneur de Florennes.

Ils seraient également les parents de Gerberge, épouse du comte Folmar II de Metz († 1026 ou après),

## Sources
- Généalogie de la maison d'Ardenne.
- Gottfried I. der Gefangene, Graf von Verdun.